# Cachelo

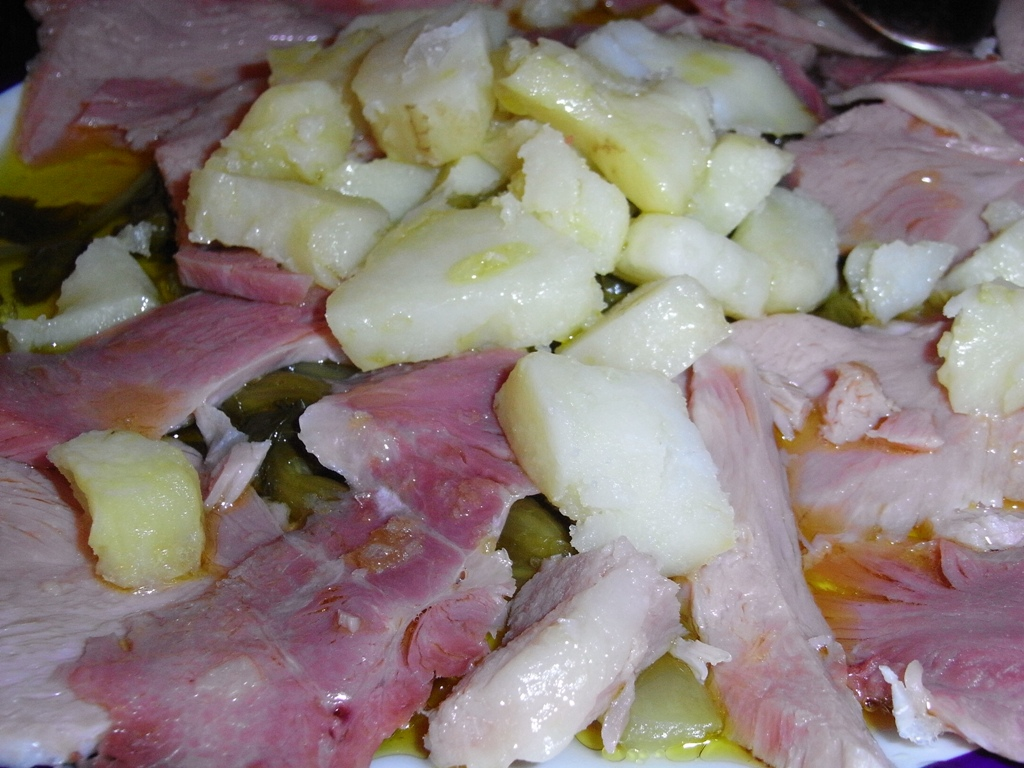
Lacón et pommes de terre.

Cachelo est le nom donné dans certaines régions d'Espagne à un morceau (cacho en espagnol) cuit de pomme de terre, particulièrement en Galicia et à El Bierzo.

## Caractéristiques
Le cachelo est une pomme de terre coupée en deux ou en morceaux irréguliers et cuite avec du sel et du laurier. Ces pommes de terre sont souvent assaisonnées de paprika et d'huile d'olive. Les cachelos accompagnent de nombreux plats, tels que le poulpe à la galicienne ou les sardines.
Le cachelo est une pomme de terre cuite avec sa peau, ce qui donne une saveur différente de la pomme de terre cuite pelée. Cependant, ce terme est souvent maintenant synonyme de « pomme de terre cuite ».